# Domaren – Lagen väster om Pecos
Domaren – Lagen väster om Pecos (Le Juge) är ett Lucky Luke-album från 1959. Det är det 13:e albumet i ordningen, och har nummer 16 i den svenska utgivningen.

## Handling
Boskapsuppfödaren Smith anlitar Lucky Luke att föra en boskapshjord från Austin, Texas till Silver City, New Mexico. Halvvägs till sitt mål, i Langtry, Texas, "arresteras" Luke av den självutnämnde domaren Roy Bean – "lagen väster om Pecos". Luke tar sig ur knipan, men beslutar sig för att ge Bean en läxa, och ger sitt stöd till hans rival om domarämbetet: Bad Ticket. Bad Ticket visar sig dock vara en än större skurk än Bean, och när han vänder sig mot Luke, räddas denne till livet av Bean och den tama björnen Joe. Snart är alla Langtrys innevånare indragna i rivaliteten mellan de båda "domarna".

## Svensk utgivning
- Morris; Goscinny, René, (översättare: Kåre Persson) (1974). Domaren – Lagen väster om Pecos. Lucky Lukes äventyr: 16. Stockholm: Albert Bonniers förlag. Libris 7144310. ISBN 91-0-039254-5
- Andra upplagan, 1984, Bonniers Juniorförlag. ISBN 91-48-41250-3
- I Lucky Luke – Den kompletta samlingen ingår albumet i "Lucky Luke 1957–1958". Libris 9337874. ISBN 91-7269-422-X
- Den svenska utgåvan trycktes även som nummer 51b i Tintins äventyrsklubb (1988). Libris 7674069. ISBN 91-7904-235-X